# 江口友鉱
江口 友鉱（えぐち ともなる、1920年10月25日 - 2014年10月22日）は、日本の経営者。ダイハツ工業社長を務めた。愛知県出身。

## 経歴
1941年に早稲田大学専門部を卒業し、1942年にトヨタ自動車工業に入社。
1969年12月にダイハツ工業取締役に就任し、1971年12月に常務、1974年12月に専務を経て、1979年9月に副社長を就任。1982年9月に社長に昇格し、1988年6月から1992年6月までに会長を務めた。
1984年11月に藍綬褒章を受章し、1991年4月に勲二等瑞宝章を受章。